# Xabier Garrido Carrera
Xabier Garrido (Vigo, ?) és un escultor, aficionat a l'arqueologia, agricultor ecològic i activista gallec que fou escollit com una de les "17 persones que han canviat el món" per Greenpeace. El 2016 va celebrar els 25 anys des que es va estalbir a Oia.
Ha fet escultures de pedra i ha fet rèpliques de petròglifs prehistòrics, que són les inscripcions en forma de dibuixos en pedra. Difón les seves obres a través d'exposicions i altres activitats a Arribada de Baiona, el monestir d'Oia o la Festa da Arribada de Baiona.
La seva obra més coneguda és una escultura dedicada als voluntaris del chapapote situada a A Guarda en honor dels 300.000 voluntaris que el 2002 van respondre al vessament de 60.000 tones de chapapote del Prestige a les costes de Galícia. Ell mateix fou un dels milers de voluntaris. L'escultura és una fusta de mongoy de 18 metres que Garrido va trobar a la deriva i va rescatar el 2008. L'escultura des del 2012 està situada al mirador de Fonte Quente, al costat de la muntanya Trega de A Guarda. Va demanar als ciutadans que van ser voluntaris que li fessin arribar una pedra blanca i en va rebre més d'un miler d'Espanya, Egipte, Estats Units i Veneçuela. Espera poder fer algun dia una exposició amb tot el material, les fotos i els objectes que va rebre quan fer la crida per fer l'escultura.